# 北33線
北33線 鹿窟－番子坑，是位於新北市的一條鄉道，北起新北市石碇區光明里鹿窟市界處，南至新北市石碇區中民里番子坑，全長4.94公里。起點前向北續行可通往台北市南港區舊莊街二段或新北市汐止區汐碇公路。坊間地圖常將汐碇公路汐止區內路段標為北33線為錯誤標法，事實上汐碇公路汐止區段在此鄉道編成前尚未完工，完工後亦無編入鄉道內之計劃（路寬不符標準）。但汐碇公路汐止區內路段沿線均有與鄉道同格式之里程牌，唯原鄉道編號處改標汐碇路。

## 路線說明
新北市
- 石碇區：市界（起點，接舊莊街二段、汐碇公路） → 汐碇路 → 鹿窟 → 番子坑（終點，106線岔路）

### 1961年路線
臺北縣
- 瑞芳鎮：瑞芳0.0k（起點，102線岔路） → 瑞侯公路 → 侯硐路 → 光復橋 → 候硐3.48k（終點，侯硐車站前）

此路線於1983年改編號為北37線，後又延長至牡丹。

## 沿線設施
- 鹿窟事件紀念碑
- 中民橋

沿途有里程碑三枚，分別位於0.5、1、3公里處，起點有一舊指示牌

## 交會公路
- 106線

## 沿革
| 北33線歷史沿革 | 北33線歷史沿革      | 北33線歷史沿革                        |
| 年代           | 本編號沿革          | 本路線沿革                            |
| -------------- | ------------------- | ------------------------------------- |
| 1961年         | 瑞芳－猴硐間3.480km | 當時非公路。                          |
| 1983年 大整編  | 改編北37線          | 新編北33線（光明村－中民村間4.843km） |

## 外部連結
- 北33 蜿蜒蓊鬱見光明 - 凡言之風